# Gianluigi Barni
Pour les articles homonymes, voir Barni (homonymie).
Gianluigi Barni, né le 27 mai 1909 à Milan et mort le 26 novembre 1981 à Rapallo, est un médiéviste italien du XXe siècle.

## Biographie
Professeur d'université, il est l'auteur de nombreux articles et ouvrages concernant surtout l'Italie continentale, sa région d'origine, et les Lombards.
Professeur à l'université de Pavie à partir de 1950, membre de la Società storica lombarda (it), Gianluigi Barni fut également l'un des membres fondateurs du « Rotary Club Milano Est » (14 janvier 1958), dont il sera le président en 1958-1959 et en 1959-1960.

## Publications sélectives
- Insediamenti longobardi e terre arimanniche nella Liguria orientale, in Studi in onore di G.M. De Francesco, Milan, 1957.
- I Longobardi in Italia, Paris, 1972.
- La conquête de l'Italie par les Lombards, Albin Michel, coll. « Le Mémorial des Siècles », Paris, 1975.
- L'Italia nell'età comunale. Società e costume. Panorama di storica sociale e technologica (avec Antonio Viscardi), Turin, 1980.
- L'Italia nell'Alto Medioevo (avec Gina Fasoli (it)), Turin, 1986.